# Xiaolongbao
El Xiaolongbao (en xinès: 小籠包 literalment "cistella de panets menuts"; conegut com a sopa de massa guisada) o Xiaolongpao, és una bola de massa guisada tipus baozi. Es tracta d'una especialitat culinària molt habitual de l'est de la Xina, incloent ciutats com Xangai i Wuxi. El xiaolongbao de Xangai es va originar al districte de Jiading.
Els panets guisats se solen elaborar al vapor en cistelles de bambú, d'on prové el nom. A la zona de Xangai i en els seus voltants és conegut com a xiaolong mantou (小笼馒头, xiǎolóng mántóu). mantou significa tant 'farcit' com 'sense farciment' a la regió sud, però només significa 'sense farciment' al nord de la Xina. Per evitar aquesta confusió, la denominació de xiaolongbao s'utilitza en altres àrees.

## Ingredients
Els panets xinesos es poden dividir en dues categories depenent de l'agent de llevat que porta la massa de farina que els envolta. Els panets al vapor que es fan amb una massa crescuda poden veure's en pràcticament qualsevol part del país, i són els que generalment es denominen baozi. Els panets al vapor elaborats amb masses no crescudes són més comunes al sud. El Xiaolongbao pertany a aquesta categoria. Això significa que la massa que l'envolta és suau i de vegades translúcida, en lloc de ser opaca. La similitud en aparença amb el jiaozi (dumpling) ha fet que sovint el xiaolongbao es classifique com dumpling fora de la Xina, sovint amb el nom de dumpling de sopa.
A diferència d'altres panets elaborats amb masses no crescudes, i els baozi en general, el xiaolongbao posseeix una major grandària arribant en general al voltant de 4 cm diàmetre. El xiaolongbao tradicionalment està farcit amb sopa i carn, especialment carn de porc, però existeixen variacions que inclouen farciment de peix i també els de contingut vegetal, així com altres possibilitats. La sopa es posa dins col·locant una mica de gelatina (aspic) a l'interior de la massa abans que es cuine al vapor, ja que l'escalfor del vapor fon la gelatina. En els temps actuals, la refrigeració fa senzill tancar-los i posteriorment mantenir-los refrigerats fent que la gelatina no es fonga, d'una altra manera es tornaria líquida a la temperatura ambient durant els períodes calorosos d'estiu. És possible obtenir xiaolongbao congelat en tota la Xina (i allí on hi ha una gran quantitat d'immigrants xinesos) per l'actual producció en massa.

## Servir

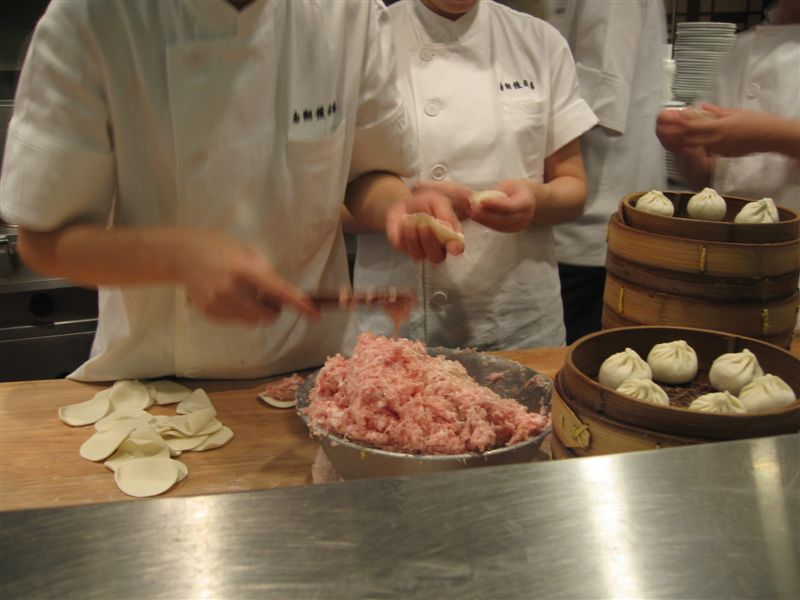
Cuiners preparant xiaolongbao.

De forma tradicional el Xiaolongbao ha format part dels dianxin o aperitius. Se sol servir calent. Se sol remullar en vinagre de chinkiang amb algunes rodanxes de gingebre, i s'acompanya d'una sopa lleugera. El Xiaolongbao s'ha fet popular com a plat guarnició juntament amb algun plat principal. A les regions cantoneses i en l'est, se sol servir com un element del yum cha.

## Varietat Wuxi
El Xiaolongbao en Wuxi tendeix a ser dolç i posseeix una cobertura lleugerament més fina, per dins és molt més sucós que la varietat de Xangai.